# Nososticta solitaria
Nososticta solitaria là loài chuồn chuồn trong họ Platycnemididae. Loài này được Tillyard mô tả khoa học đầu tiên năm 1906.